# 자라모기 오깅가 오딩가
자라모기 아즈마 오깅가 오딩가(스와힐리어: Jaramogi Ajuma Oginga Odinga, 1911년 10월~1994년 1월 20일)는 케냐의 독립을 위한 투쟁에서 중요한 인물이 된 루오족 추장이다. 그는 후에 케냐의 첫 부통령을 지냈고, 그 후 야당 지도자를 지냈다. 오딩가의 아들 라일라 오딩가는 전 총리이며, 다른 아들 오부루 오딩가는 전 재무부 차관이다.
자라모기는 1980년대 가택연금 상태에서 쓴 자서전 제목인 "아직 우후루 (Not Yet Uhuru)"라는 문구를 쓴 것으로 알려져 있다. "우후루 (Uhuru)"는 스와힐리어로 자유를 의미하며, 그는 영국 식민주의로부터 독립한 후에도 케냐의 정치 문제에서 야당의 잔혹한 탄압은 그 나라가 여전히 진정한 자유를 얻지 못했다는 것을 의미한다는 자신의 신념을 언급하고 있었다. 자라모기의 아들 라일라도 8년 동안 구금되어 있었다.

## 부통령직
루오족의 전통에 따르면 케르는 정치인이 될 수 없기 때문에 오딩가는 1957년 왕 자리를 포기하고 루오족의 정치 대변인이 되었다. 같은 해, 그는 중앙 옌자 선거구의 입법 평의회 의원으로 선출되었고, 1958년 케냐 아프리카 연합(KAU)에 가입했다. 그는 1959년 케냐 독립 운동의 창시자 중 한 명이었고, 1960년 톰 음보야와 함께 케냐 아프리카 민족 연합(KANU)에 가입했다. 1964년 케냐가 공화국이 되었을 때, 그는 첫 부통령이었다.
부통령으로서 그는 조모 케냐타의 정부에 동의하지 않았다. 오딩가는 중화인민공화국, 소련 및 바르샤바 조약의 다른 국가들과 더 긴밀한 관계를 요구했지만, 케냐타는 미국과 서방권에 접근하는 데 찬성했다. 이로 인해 오딩가는 1966년 케냐 인민 연합(KPU)을 결성하기 위해 KANU를 사임했다.

## 사생활
오딩가는 일부다처제였고 네 명의 아내 메리 주마, 가우덴시아 아데야, 수잔 아직, 베티 아동고를 두었다. 이 아내들과 함께 그는 17명의 자녀를 두었다. 메리는 라일라와 오부루의 어머니이다.  메리는 1984년에 죽었다.